# فرودگاه آستین
فرودگاه آستین (به انگلیسی: Austin Airport) یک فرودگاه همگانی بهره‌برداری هوایی با کد یاتا ASQ است که یک باند فرود آسفالت دارد و طول باند آن ۱۸۲۹ متر است. این فرودگاه در کشور ایالات متحده آمریکا قرار دارد و در ارتفاع ۱۷۴۷ متری از سطح دریا واقع شده‌است.